# 凯恩斯经济学
凱恩斯經濟學（英語：Keynesian economics），又稱凯恩斯主义（Keynesianism）、凱因斯學派（Keynesian school）、凱恩斯理論（Keynesian theory），是根据英國經濟學家约翰·梅纳德·凯恩斯的著作《就业、利息和货币通论》的思想基础上的经济理论，主张政府應采用扩张性的经济政策，透过增加總需求來促进经济增长。
凯恩斯的经济理论认为，總體的经济趋向会制约个人的特定行为。18世纪晚期以来的“政治经济学”或者“经济学”建立在不断发展生产从而增加经济产出，而凯恩斯则认为对商品总需求的减少是经济衰退的主要原因。由此出发，他认为维持整体经济活动数据平衡的措施可以在總體上平衡供给和需求。因此，凯恩斯的和其他建立在凯恩斯理论基础上的经济学理论被称为總體经济学，与以注重研究个人行为的個體经济学相区别。
凯恩斯经济理论的主要结论是经济中不存在生产和就业向完全就业方向发展的自动机制。这与古典主义经济学所谓的萨依定律相对，后者认为价格和利息率的自动调整会趋向于创造完全就业。试图将總體经济学和個體经济学联系起来的努力成了凯恩斯《通论》以后经济学研究中最富有成果的领域，一方面個體经济学家试图找到他们思想的總體表达，另一方面，例如货币主义和新興凱恩斯學派经济学家试图为凯恩斯经济理论找到扎实的個體基础。二战以后，这一趋势发展成为新古典主义综合。

## 历史背景
当时占统治地位的经济假设和理论中的问题日益明显，约翰·梅纳德·凯恩斯是较早察觉到这些问题的思想家之一。凯恩斯质疑当时经济学上的两大支柱：首先货币是否必须要有一个牢固的基础，一般用的是金本位，其次就是萨依定律所认定的，如果需求减少，则供给或者价格也会相应减少，从而重新达到平衡。
凯恩斯自己与伦敦的布卢姆茨伯里区有着紧密的联系，而且陶醉于改变人们思想的氛围。正是这一经历和凡尔赛条约的签订使他最终决定與传统理论决裂。1920年他写出《和平的经济后果》，文中阐述他认为的凡尔赛条约的整体经济后果，而且确立了他作为一个有可以影响国家决策的实际从政经验的经济学家的地位。
20世纪30年代，凯恩斯发表了一系列关于国家权力和整体经济趋势的效果的文章，发展了货币政策不仅仅是一个固定的参照物的理论，他越来越相信经济系统不会自动地沿着一个曲线即经济学叫所谓的生产可能性曲线前进。可是他既没有找到证据，也没有找到一个形式来表达这些思想。
30年代晚期，全球化的经济系统开始冲击英国——当时居于中心地位的国家。为了利用竞争优势，英国按照自由贸易政策，从其它地方进口食品和其他低价值商品，并用节约出来的劳动制造高价值的商品用于出口。
这一李嘉图的比较优势理论的应用使英国达到了帝国的颠峰，并控制了包括印度、埃及和广阔的殖民地以及其经济和军事上不同英国的盟国如加拿大和澳大利亚。
随着德国经济的崩溃和超通货膨胀的来临以及后来被称为大萧条的全球生产衰退的到来，对金本位，经济自动调整的特性以及以生产带动经济的模式的批评开始浮出水面。数十个不同的学派争奇斗艳。凯恩斯就是在这种情况下传播着一个简单的观点：大萧条之所以产生是因为三十年代的时候在生产和投资领域有一股投机的风潮——当时的工厂和运输网络远远超出了当时个人的支付能力。
对“需求不足”的重视和他创造的允许政府能够调控经济中的关键组成部分的形式使当时的众多年轻经济学家接受他的理论和方法。
也有众多的经济学家反对他的理论，认为导致萧条的根源不是需求的缺乏，而是对商业的信心；所以正确的方法应该是削减政府开支，从而恢复对重返金本位的信心。

## 理论
凱因斯在1936年出版的《一般理論》（The General Theory）中正式提出總體經濟學觀念。凱因斯主張政府應運用財政政策與貨幣政策，以抵銷短期經濟循環對於人民就業及所得所造成的負面影響。凱因斯的理論是在1930年代提出，當時為大蕭條時期，不僅有長期與大量失業問題，也有通貨緊縮的問題，因此貨幣政策已無法刺激經濟復甦，凱因斯因此認為要以擴大政府支出的財政政策來解決經濟大蕭條。但是凱因斯的政策同時也會造成政府預算赤字，因此也成了質疑與爭議的焦點。凱因斯認為，為了降低嚴重的失業問題，財政赤字是可以容忍的，等到經濟復甦了，生產、就業及所得自然會增加，也將增加政府的稅收，屆時財政赤字問題就會迎刃而解。凱因斯不認同古典經濟主義的自由放任態度。凱因斯認為人民會因為經濟蕭條及失業而受苦，凱因斯說了一句名言：「如果從長期上來看，那我們就都是死人了。（In the long run, we are all dead）」。
凯恩斯认为生产和就业的水平决定于总需求的水平。总需求是整个经济系统裡对商品和服务的需求的总量。在個體经济理论中，价格、工资和利息率的自动调整会自动地使总需求趋向于充分就业的水平。凯恩斯指出当时生产和就业情况迅速恶化的现实，指出理论说得再好，事实上这个自动调节机制没有起作用。问题的关键在于“需求不足”是否存在。根据古典主义经济理论——《通论》以前实践中常用的说法——需求不足只是衰退和经济混乱的症状而不是原因，因而在一个正常运行的市场中是不会出现的。
古典经济学理论认为在一个经济体系中达到充分就业的关键是两点：一是供给和需求的相互作用决定商品的价格，价格的不断变动反过来导致供给和需求的平衡；二是这个系统创造的新的财富可能会被保存起来用于将来消费或者用于投资将来的生产，同样有一个供求机制决定着这个选择。存款的利息率遵循同价格一样的机制，即它是货币的价格。
即使是在“大萧条”最严重的年份，这一理论仍然把经济的崩溃解释为缺乏有力的刺激生产的机制。所以合适的办法是将劳动的薪資价格降低到维持生存的水平，导致勞動价格下降，从而购买力（就业率）就会回升。没有作为工资付出的资金将会转化为投资，也许是在其它的新产业。关闭工厂和解雇工人也是必须采取的办法。其它关键的政策措施就是平衡国家预算，可以通过增加税率達成或者通过削减财政支出。

## 實例
- 羅斯福新政（1933－1938年，美國）
- 十大建設（1970年代，台灣）
- 四萬億投資計劃（2008年，中國大陸）

## 批評

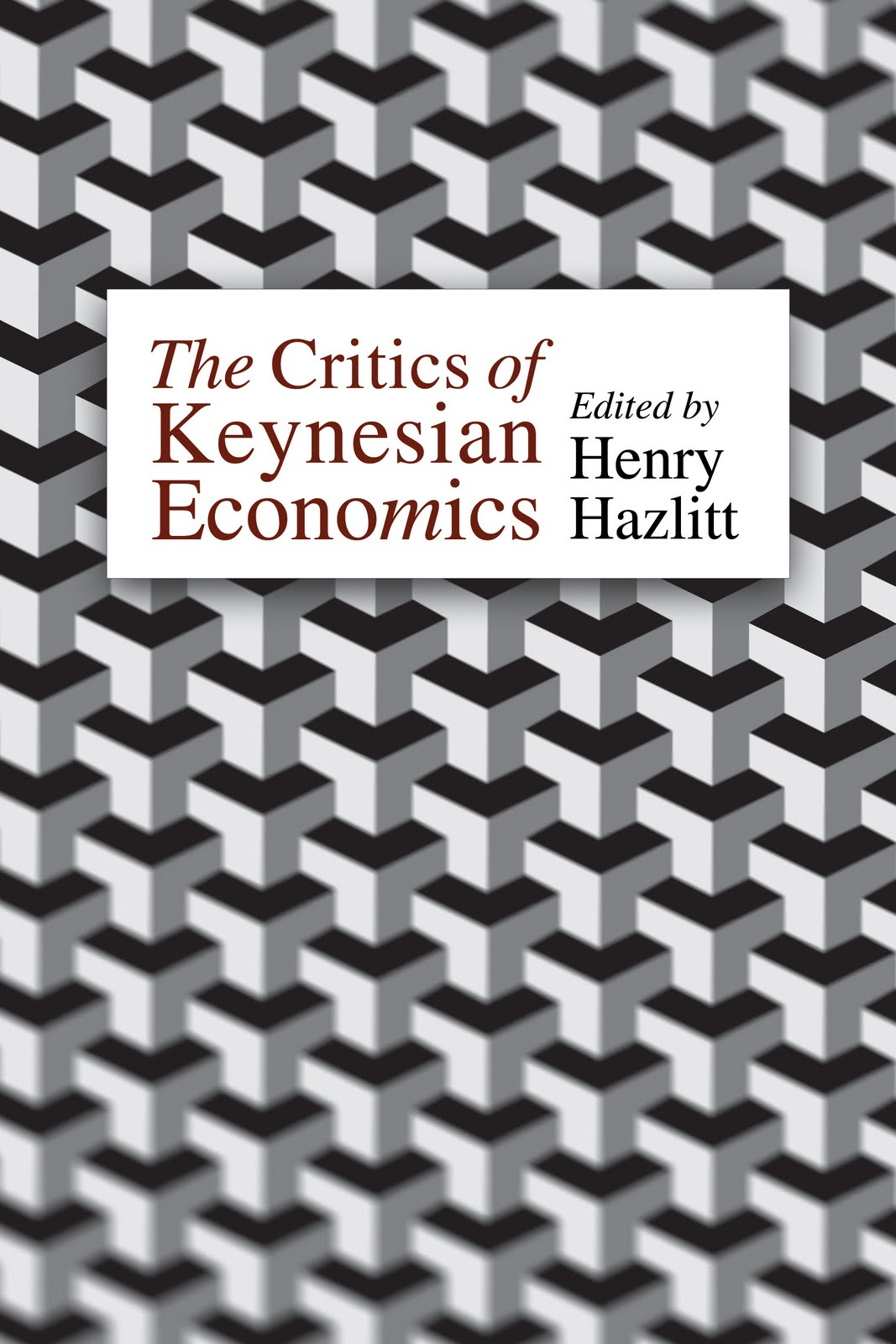
著作：凯恩斯主义的弊端(Henry Hazlitt)

20世紀後期開始諸多國家爆發的經濟危機顯示凯恩斯的理论有過於簡化和低估的因素，形成理論的漏洞：
- 勞工薪水降低或是停滯，多餘的錢落入資本家口袋中後並沒有創造更多就業，因為更多「投資」不代表更多「就業」，投資可能是投機性的金融遊戲或是房地產的炒作，也有可能是害怕虧損而靜態放置在低利率標的上的資金，這些都不會大量產生工作機會。
- 就算投資實業的資本家也可能創不出太多就業，因為很多新興行業是走精兵政策而不需要勞動大軍，例如一億美金開設的紡織廠需要5千名员工；但同樣一億美金開設的軟體公司可能只要1百名员工。最後導致總就業率並無上升，大量中產人口落入無工作的赤貧同時帶動了少量中產人口上升至富豪，社會財富結構開始逐漸扭曲。[3]
- 忽略結構性失業的殺傷力，在分工越精密的先進社會，「隔行如隔山」的效應會不斷極大化，不像早期工業時代製鞋廠被開除的员工可以輕易流動至火柴廠上工，因為越原始的工業越不依賴需要長期訓練的專業能力，現今社會中被開除的軟體工程師無法去金融業找工作，反之亦然，因為需要的學歷和專業力已經不是公司老闆開一週訓練班就能培養的，有心學習新技能的员工也必須付出數年的時間重回學校，期間要背負長期無收入的壓力、學費壓力及未來就業環境又改變的風險，這形成了一種無形壁壘加大了結構性失業的嚴重度。
- 誤認為「總需求」可以無限制提升，凯恩斯並沒有提出當有一天總需求停滯時將怎麼處理，理論假設人會一直有新項目的需求產生而生出更多新產業的新工作機會，但是隨著科學技術進步和機械自動化，滿足同樣需求所需雇用的勞工數量日少，例如1950年每月要生產一萬輛汽車可能需要3千名员工，到了2010年因為大量電腦化及機械化，只要2百人就能操作一間同產量工廠。所以產生新產業新需求的速度必須加快才能彌補缺額，然而大量低薪或失業的人由於沒有錢消費會導致總需求的下降或無法表現，從而抑制新產業工作的出現，開始掉入惡性循環或停滯性循環。[4]
- 在政府不監督勞動權益情況下，凱恩斯提出的理想無法達成。

## 外部連結
- 凯恩斯部分著作
- 顧昕：〈社會凱恩斯主義與中國公共財政轉型〉（页面存档备份，存于）（2013）